# Масс-эффект (медицина)
Масс-эффект (англиц. от mass effect) — воздействие, оказываемое патологически увеличивающейся тканью на соседние здоровые ткани, вызывая вторичные патологические процессы: компрессию, смещение, деформацию, ателектаз.

## Причины возникновения
Масс-эффект, как правило, проявляется при воздействии на головной мозг, вследствие ограниченного пространства внутри черепной коробки. Причиной возникновения может быть отёк, геморрагия или опухоль.

## Применение в диагностике
Перед вхождением КТ и МРТ в широкую диагностическую практику, масс-эффект имел значительную диагностическую ценность, поскольку не было возможности визуализировать первичные повреждения мозговых структур. Следовательно, наличие масс-эффекта, определяемого преимущественно церебральной ангиографией, могло служить явным признаком наличия первичной аномалии. В настоящее время с помощью медицинской визуализации стала возможной диагностика различных поражений головного мозга без прибегания ко вторичным проявлениям заболевания.